# ۱۵۰۶ (میلادی)
۱۵۰۶ (میلادی) هزار و پانصد  و ششمین سال تقویم میلادی است.

## درگذشتگان
- ۲۰ مه – کریستف کلمب، کاشف ایتالیایی (ز. ۱۴۴۶)